# Ioannis Theodoropoulos
Ioannis Thedoropoulos (griego: Ιωάννης Θεοδωρόπουλος) fue un atleta griego nacido en Euritania, que participó en los Juegos Olímpicos de Atenas 1896.
Thedoropoulos compitió en la prueba de salto con pértiga y empató con el griego Evangelos Damaskos en la tercera posición al saltar una altura de 2,60 metros.